# 1991 год в кино

## Фильмы

### Мировое кино
- «А как же Боб?»/What about Bob?, США, (реж. Фрэнк Оз)
- «Августовская рапсодия»/八月の狂詩曲, Япония, (реж. Акира Куросава)
- «Ангел за моим столом»/An Angel At My Table, Австралия—Новая Зеландия, (реж. Джейн Кэмпион)
- «Багси»/Bugsy, США, (реж. Барри Левинсон)
- «Бартон Финк»/Barton Fink, США, (реж. Братья Коэн)
- «Беги»/Run, США, (реж. Джеофф Бурроуэс)
- «Бегущий индеец»/The Indian Runner, США, (реж. Шон Пенн)
- «Большой каньон»/Grand Canyon, США, (реж. Лоуренс Кэздан)
- «В истинном свете»/True Colors, США, (реж. Герберт Росс)
- «В постели с Мадонной»/Madonna: Truth or Dare, США, (реж. Алек Кешишан)
- «Вдребезги»/Shattered, США, (реж. Вольфганг Петерсен)
- «Во имя справедливости»/Out For Justice, США, (реж. Джон Флинн)
- «Всё об убийстве»/Murder 101, США, (реж. Билл Кондон)
- «Все утра мира»/Tous les matins du monde), Франция, (реж. Ален Корно)
- «Головоломка из тел»/Body Puzzle, Италия, (реж. Ламберто Бава)
- «Голубая нота»/La note bleue, Франция, (реж. Анджей Жулавский)
- «Голый пистолет 2½: Запах страха»/The Naked Gun 2½: The Smell Of Fear, США, (реж. Дэвид Цукер)
- «Городские пижоны»/City Slickers, США, (реж. Рон Андервуд)
- «Горячие головы!»/Hot Shots!, США, (реж. Джим Абрахамс)
- «Группа „Коммитментс“»/The Commitments, Великобритания—Ирландия, (реж. Алан Паркер)
- «Гудзонский ястреб»/Hudson Hawk, США, (реж. Майкл Леманн)
- «Двойная жизнь Вероники»/La Double Vie De Veronique, Франция—Польша—Норвегия, (реж. Кшиштоф Кесьлёвский)
- «Двойной удар»/Double Impact, США, (реж. Шелдон Леттич)
- «Деликатесы»/Delicatessen, Франция, (реж. Жан-Пьер Жёне)
- «Дети природы»/Born Natturunnar, Исландия—Германия—Норвегия, (реж. Фридрик Тоур Фридрихссон)
- «Джон Ф. Кеннеди. Выстрелы в Далласе»/JFK, США—Франция, (реж. Оливер Стоун)
- «Джонни-Зубочистка»/Johnny Stecchino, Италия, (реж. Роберто Бениньи)
- «Дикие дни» / Days of Being Wild, Гонконг, (реж. Вонг Кар Вай)
- «Диллинджер»/Dillinger, США, (реж. Руперт Уэйнрайт)
- «Для наших ребят»/For The Boys, США, (реж. Марк Райделл)
- «Дорз»/The Doors, США, (реж. Оливер Стоун)
- «Доспехи Бога 2: Операция Кондор»
- «Европа»/Europa, Дания—Швеция—Франция—Германия—Швейцария, (реж. Ларс фон Триер)
- «Живой щит»/Human Shield, США, (реж. Тед Пост)
- «Жизнь — дерьмо»/Life Stinks, США, (реж. Мел Брукс)
- «Зажги красный фонарь»/大红灯笼高高挎, Китай, (реж. Чжан Имоу)
- «Закрой мои глаза»/Close My Eyes, Великобритания, (реж. Стивен Поляков)
- «Звёздный путь 6: Неоткрытая страна»/Star Trek VI: The Undiscovered Country, США, (реж. Николас Мэйер)
- «И в горе, и в радости»/Married to It, США, (реж. Артур Хиллер)
- «Игра в полях господних»/At Play In The Fields Of The Lord, США, (реж. Эктор Бабенко)
- «Игрушечные солдатики»/Toy Soldiers, США, (реж. Дэниэл Петри младший)
- «Канун разрушений»/Eve of Destruction, США, (реж. Дункан Гиббинс)
- «Капитан Крюк»/Hook, США, (реж. Стивен Спилберг)
- «Король-рыбак»/The Fisher King, США, (реж. Тэрри Гиллиам)
- «Крик камня»/Cerro Torre, Германия—Франция—Канада—Италия—Аргентина, (реж. Вернер Херцог)
- «Кудряшка Сью»/Curly Sue, США, (реж. Джон Хьюз)
- «Мадам Бовари»/Madame Bovary, Франция, (реж. Клод Шаброль)
- «Миссисипская масала»/Mississippi Masala, США—Великобритания, (реж. Мира Наир)
- «Молчание ягнят»/The Silence of the Lambs, США, (реж. Джонатан Демми)
- «Мужья и любовники»/La villa del venerdì, Италия, (реж. Мауро Болоньини)
- «Мыс страха»/Cape Fear, США, (реж. Мартин Скорсезе)
- «На гребне волны»/Point Break, США, (реж. Кэтрин Бигелоу)
- «Непредвиденное убийство»/Homicide, США, (реж. Дэвид Мэмет)
- «Ножницы»/Scissors, США, (реж. Фрэнк де Фелитта)
- «Ночь на Земле»/Night on Earth, Франция—Великобритания—Германия—США—Япония, (реж. Джим Джармуш)
- «Обед нагишом»/Naked Lunch, Великобритания—Канада—Япония, (реж. Дэвид Кроненберг)
- «Огненный вихрь»/Backdraft, США, (реж. Рон Ховард)
- «Оскар»/Oscar, США, (реж. Джон Лэндис)
- «Осуждение»/La condanna, Италия—Франция—Швейцария, (реж. Марко Беллоккьо)
- «Очаровательная проказница»/La belle noiseuse, Франция, (реж. Жак Риветт)
- «Повелитель теней»/Beltenebros, Испания, (реж. Пилар Миро)
- «Подмена»/Switch, США, (реж. Блейк Эдвардс)
- «Поймёт лишь одинокий»/Only The Lonely, США, (реж. Крис Коламбус)
- «Последний бойскаут»/The Last Boy Scout, США, (реж. Тони Скотт)
- «Прерванный шаг аиста»/Το μετέωρο βήμα του πελαργού, Греция—Франция—Италия—Швейцария, (реж. Теодорос Ангелопулос)
- «Разборка в Маленьком Токио»/Showdown in Little Tokyo, США, (реж. Марк Лестер)
- «Ребята по соседству»/Boyz N The Hood, США, (реж. Джон Синглтон)
- «Рикошет (фильм, 1991)»/Ricochet, США, (реж. Рассел Малкэхи)
- «Робин Гуд»/Robin Hood, Великобритания, (реж. Джон Ирвин)
- «Робин Гуд: Принц воров»/Robin Hood: Prince of Thieve, США—Великобритания, (реж. Кевин Рейнольдс)
- «Розенкранц и Гильденстерн мертвы»/Rosencrantz & Guildenstern Are Dead, США—Великобритания, (реж. Том Стоппард)
- «Семейка Аддамс»/The Addams Family, США, (реж. Барри Зонненфельд)
- «Смертельные мысли»/Mortal Thoughts, США, (реж. Алан Рудольф)
- «Странник»/আগন্তুক, Индия—Франция, (реж. Сатьяджит Рай)
- «Страна в шкафу»/Closet Land, США, (реж. Рада Бхарадвадж)
- «Тельма и Луиза»/Thelma & Louise, США, (реж. Ридли Скотт)
- «Тени и туман»/Shadows and Fog, США, (реж. Вуди Аллен)
- «Терминатор 2: Судный день»/Terminator 2: Judgment Day, США, (реж. Джеймс Кэмерон)
- «Тотальная слежка»/La Totale!, Франция, (реж. Клод Зиди)
- «Тото-герой»/Toto The Hero, Бельгия—Франция—Германия, (реж. Жако Ван Дормаль)
- «Умереть заново»/Dead Again, США, (реж. Кеннет Брана)
- «Умереть молодым»/Dying Young, США, (реж. Джоэл Шумахер)
- «Фрэнки и Джонни»/Frankie and Johnny, США, (реж. Гэрри Маршалл)
- «Харли Дэвидсон и Ковбой Мальборо»/Harley Davidson and the Marlboro Man, США, (реж. Саймон Уинсер)
- «Хороший полицейский»/One Good Cop, США, (реж. Хейвуд Гулд)
- «Храбрых сердцем не сломить»/Wild Hearts Can’t Be Broken, США, (реж. Стив Майнер)
- «Человек на Луне»/The Man in the Moon, США, (реж. Маллиган, Роберт|Роберт Маллиган)
- «Черепашки-ниндзя II: Тайна изумрудного зелья»/Teenage Mutant Ninja Turtles II: The Secret of the Ooze, США, (реж. Майкл Прессмэн)
- «Что касается Генри»/Regarding Henry, США, (реж. Майк Николс)
- «Чужие деньги (фильм, 1991)»/Other People’s Money, США, (реж. Норман Джуисон)
- «Экспромт»/Impromptu, Великобритания—Франция, (реж. Джеймс Лэпин)
- «Я не целуюсь»/J’embrasse pas, Франция—Италия, (реж. Андре Тешине)

### Советское кино

#### Фильмы Азербайджанской ССР
- Вне (реж. Вагиф Мустафаев).
- Всгорю в огне очищения (реж. Гюльбениз Азимзаде и Хафиз Фатуллаев).
- Газельхан (реж. Шахмар Алакбаров).
- Привет с того света (реж. Тофик Тагизаде).

#### Фильмы БССР
- «Ятринская ведьма» (реж. Борис Шадурский).
- «Хэппи-энд» (реж. Владимир Орлов[бел.]).

#### Фильмы Казахской ССР
- «Людоед» (реж. Геннадий Земель).

#### Фильмы Латвийской ССР
- «Депрессия» (реж. Алоиз Бренч).

#### Фильмы РСФСР
- «Безумная Лори» (реж. Леонид Нечаев)
- «Блуждающие звёзды» (реж. Всеволод Шиловский)
- «Вербовщик» (реж. Эдуард Гаврилов)
- «Виват, гардемарины!» (реж. Светлана Дружинина)
- «Волкодав» (реж. Михаил Туманишвили)
- «Гений» (реж. Виктор Сергеев)
- «Дело Сухово-Кобылина» (реж. Леонид Пчёлкин)
- «Дура» (реж. Алексей Коренев)
- «Избранник» (реж. Михаил Калатозишвили)
- «Изыди!» (реж. Дмитрий Астрахан)
- «Кикс» (реж. Сергей Ливнев)
- «Крепкий мужик» (реж. Валерий Смирнов)
- «Лох — победитель воды» (реж. Аркадий Тигай)
- «Мигранты» (реж. Валерий Приёмыхов)
- «Нога» (реж. Никита Тягунов)
- «Оружие Зевса» (реж. Николай Засеев-Руденко)
- «Человек со свалки» (реж. Борис Горлов)

#### Фильмы совместных производителей

##### Двух и более киностудий и двух союзных республик
- «Армавир» (реж. Вадим Абдрашитов)
- «Дом под звёздным небом» (реж. Сергей Соловьёв)
- «Любовь» (реж. Валерий Тодоровский)
- «Мементо мори» (реж. Николай Гейко)
- «Небеса обетованные» (реж. Эльдар Рязанов)
- «Счастливые дни» (реж. Алексей Балабанов)
- «Хмель» (реж. Виктор Трегубович)

##### Двух стран
- «Австрийское поле» (р/п. Андрей Черных).
- «Анна Карамазофф» (р/п. Рустам Хамдамов).
- «Афганский излом» (р/п. Владимир Бортко).
- «Бабочки» (р/п. Андрей Малюков).
- «Ближний круг» (р/п. Андрей Кончаловский).
- «Цареубийца» (р/п. Карен Шахназаров).
- «Чокнутые» (р/п. Алла Сурикова).

#### Фильмы Таджикской ССР
- «Братан» (реж. Бахтиёр Худойназаров).

#### Фильмы УССР и Украины
См. подробнее 1991 год в кино
- «Женщина для всех» (реж. Анатолий Матешко).
- «Летучий голландец» (реж. Владимир Вардунас).
- «Ниагара» (реж. Александр Визирь).
- «Последний бункер» (реж. Вадим Ильенко).